# 横内浄水場
横内浄水場（よこうちじょうすいじょう）は、青森県青森市大字横内字桜峯16番地3にある青森市公営企業局水道部の浄水場。国道103号横内バイパスの脇にある。水源は横内川。桜の名所としても知られる。

## 概要
1909年（明治42年）12月に通水を開始。青森市の水道は全国で13番目に創設されたもので、当時の施設能力は一日当たり4,150m3であったが、その後の増設工事によって50,000m3に増加している。堤川浄水場と、市内5か所の配水所の集中管理システムを担っている青森市の水道施設の機関部であり、同市の全給水量の約3 - 4割を賄っている。
硬度、蒸発残留物、水素イオン濃度、過マンガン酸カリ、鉄分、pH、匂いとあらゆる面で良質の水質を維持しており、1984年の厚生省内の「おいしい水研究会」で「日本一美味しい水道水」と称えられた。

## 水源地と浄水方法
浄水場より南東に約3キロの地点にある横内川水源地より取水。
浄水方式は竣工時と同じ緩速濾過方式（堤川浄水場は急速濾過方式）。これは一般に良く知られる方式であるが、自然の浄化作用を用いるため濁りが多くなると取水できなくなるという欠点があり、現在は主流ではない。同浄水場も濁度20度以上になると取水を止めることになっている。同浄水場では沈澱池で原水中の濁質を自然沈降により沈澱除去した後、緩速濾過池で1日4 - 5mの速度で濾過、最後に塩素消毒を行っている。

## 水源地保護と植林問題
青森市は1992年から水道水源保護区域での植林事業を開始、また2002年3月には「青森市横内川水道水源保護条例」を施行するなど、重点的な保護を行ってきた。
一方で、当初は採草地やカヤ場で行っていたブナ植林が、いつの間にか自然林であるミズナラを伐採して行われていたことが、2004年1月15日の東奥日報に掲載された。これに伴い、造林作業道を作る意義も問われ「植樹は良いこと」という短絡的な考え方に疑問を投げかけられ、有識者や市民の意見を聞く場を設けることとなった。

## 沿革
- 1909年（明治42年）12月6日 - 配水開始。
- 1968年（昭和43年）5月16日 - 十勝沖地震で施設が損壊[1]。
- 1978年（昭和53年）8月 - 現設備完成。

## 交通
- バス：青森市内から
  - JRバス東北「青森公立大学前行」桜峰バス停下車、徒歩8分。
  - 青森市営バス「横内環状線」横内バス停下車徒歩22分、もしくは「中筒井線」新町野バス停下車、徒歩20分。
  - 降雪期はバス運行に遅れが生じる場合があり、かつ下車後の徒歩での移動に困難が伴う場合があるので注意が必要。